# Cressey Peak
Der Cressey Peak ist ein 870 m hoher Berg im westantarktischen Marie-Byrd-Land. Er ragt 11 km östlich der Harold Byrd Mountains zwischen dem Südostrand des Ross-Schelfeises an der Gould-Küste und dem Watson Escarpment auf.
Der United States Geological Survey kartierte ihn anhand eigener Vermessungen und Luftaufnahmen der United States Navy aus den Jahren von 1960 bis 1963. Das Advisory Committee on Antarctic Names benannte ihn 1967 nach Richard N. Cressey, Lagerverwalter auf der Byrd-Station im antarktischen Winter 1958.